# Abraham van der Hart

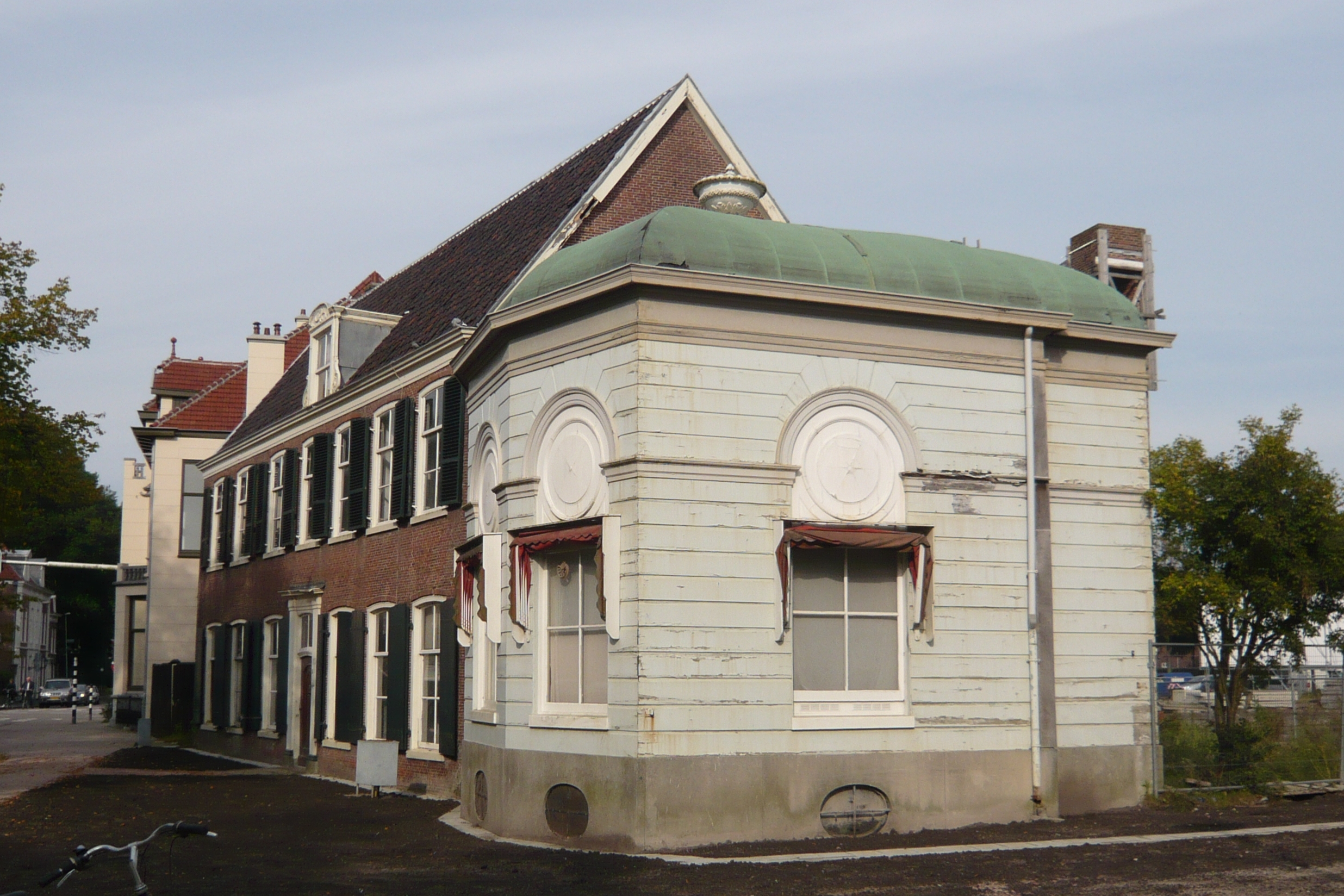
Theekoepel van de voormalige Haarlemse buitenplaats Bellevue uit 1801

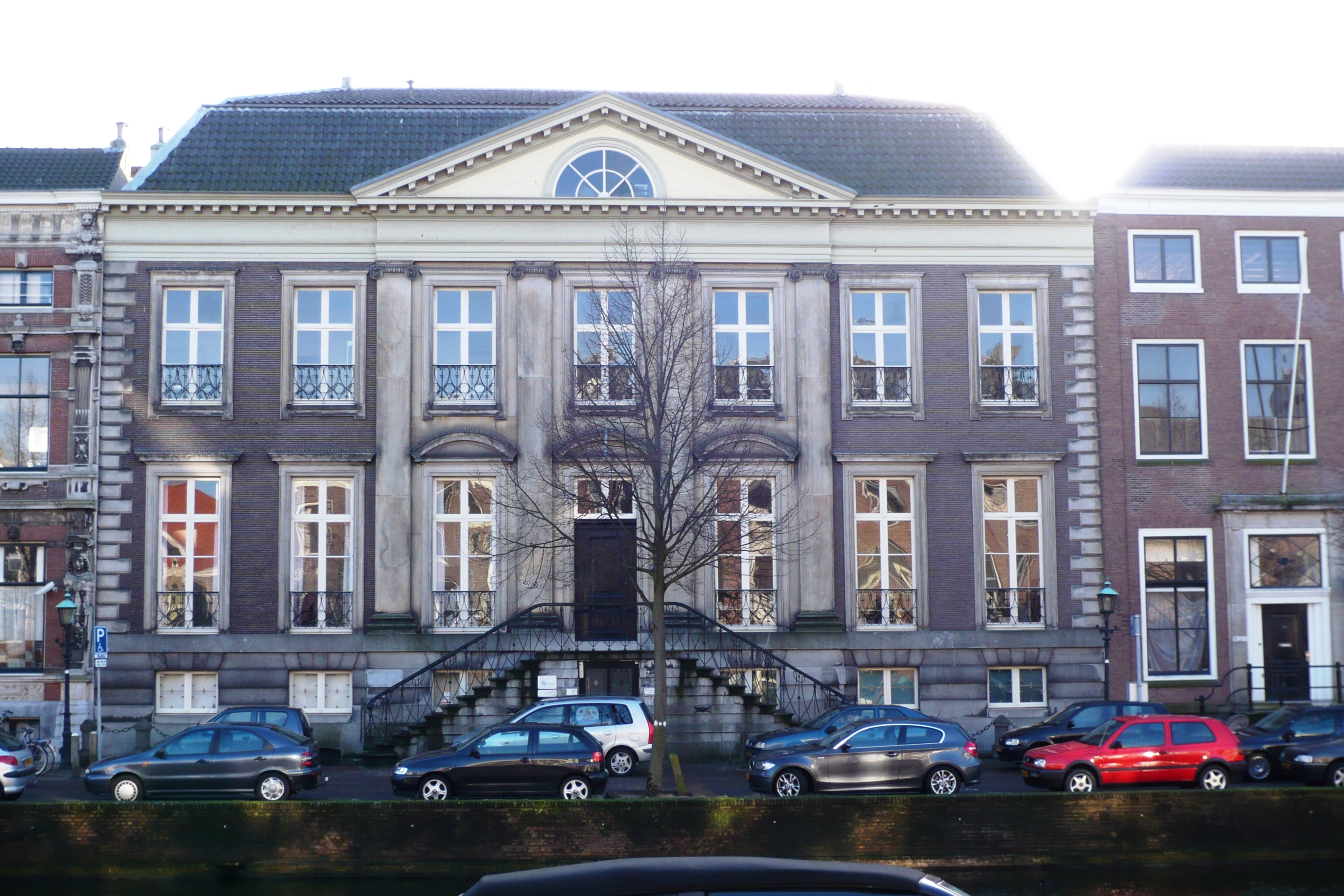
Het Huis Barnaart Nieuwe Gracht 7, Haarlem (1808)

Abraham van der Hart (Amsterdam, 27 mei 1747 - aldaar, 1 februari 1820) was een Nederlands architect.

## Beknopte biografie
Vanaf 1777 tot zijn dood in 1820 was Van der Hart stadsbouwmeester van Amsterdam. Er kwamen verschillende grote werken tot stand onder zijn stadsbouwmeesterschap. Zo realiseerde hij onder meer het Maagdenhuis en het Nieuwe Werkhuis, sinds 1978 Dr. Sarphatihuis genaamd, allebei uitgevoerd in een classicistische stijl. Ook had hij twee gezichtsbepalende Amsterdamse torens, de Jan Roodenpoortstoren en de Haringpakkerstoren, nauwkeurig in kaart gebracht. Beide torens werden in 1829 gesloopt.
Van der Hart heeft in particuliere opdracht ook nog een aantal statige patriciërswoningen ontworpen. Deze zijn met name te vinden in Amsterdam en Haarlem. Voorbeelden in Haarlem zijn het Hodshon Huis, Huis Barnaart  en Huis Eindenhout. Ook is hij de vermoedelijke architect van Paviljoen Welgelegen aan de Haarlemmerhout, sinds in 2007 een vijftal betalingen aan hem uit de bouwjaren werd teruggevonden in het archief van de bankier Hope, de opdrachtgever. Dit landhuis diende van 1806 tot 1810 als zomerverblijf van Lodewijk Napoleon, de koning van het Franse bewind. Na de bevrijding bracht prinses Wilhelmina, de moeder van koning Willem I, er haar laatste levensjaren door. Sinds 1926 is het de zetel van de Provinciale Staten van Noord-Holland.
Van der Hart werd als stadsbouwmeester opgevolgd door Jan de Greef.
Zijn werk werd getypeerd als een zeer gereserveerd gebruik van architectonische elementen en het effect van zijn voorname gevels berust geheel op de goede verhoudingen.

## Lijst met werken
Dit overzicht is mogelijk incompleet; u kunt helpen door het uit te breiden.
- 1779-1782 Amsterdam: het Nieuwe Werkhuis, Weesperveld, tegenwoordig het Dr. Sarphatihuis aan de Roetersstraat 2.
- 1783-1787 Amsterdam: Maagdenhuis, aan het Spui 21.
- 1793 Haarlem: Huis Eindenhout aan de Wagenweg 242
- 1794-1795 Haarlem: Huis Hodshon aan het Spaarne 15-17.
- 1801 Haarlem: Theekoepel Bellevue, Spaarne aan de Kleine Houtweg 119.
- 1803-1808 Haarlem: Huis Barnaart aan de Nieuwe Gracht 7.
- 1810-1813 Amsterdam: Oranje-Nassau Kazerne aan de Sarphatistraat 307.
- 1815 Soestdijk: De Naald van Waterloo tegenover Amsterdamsestraatweg 1 te Baarn.